# Silvius Leopold Weiss

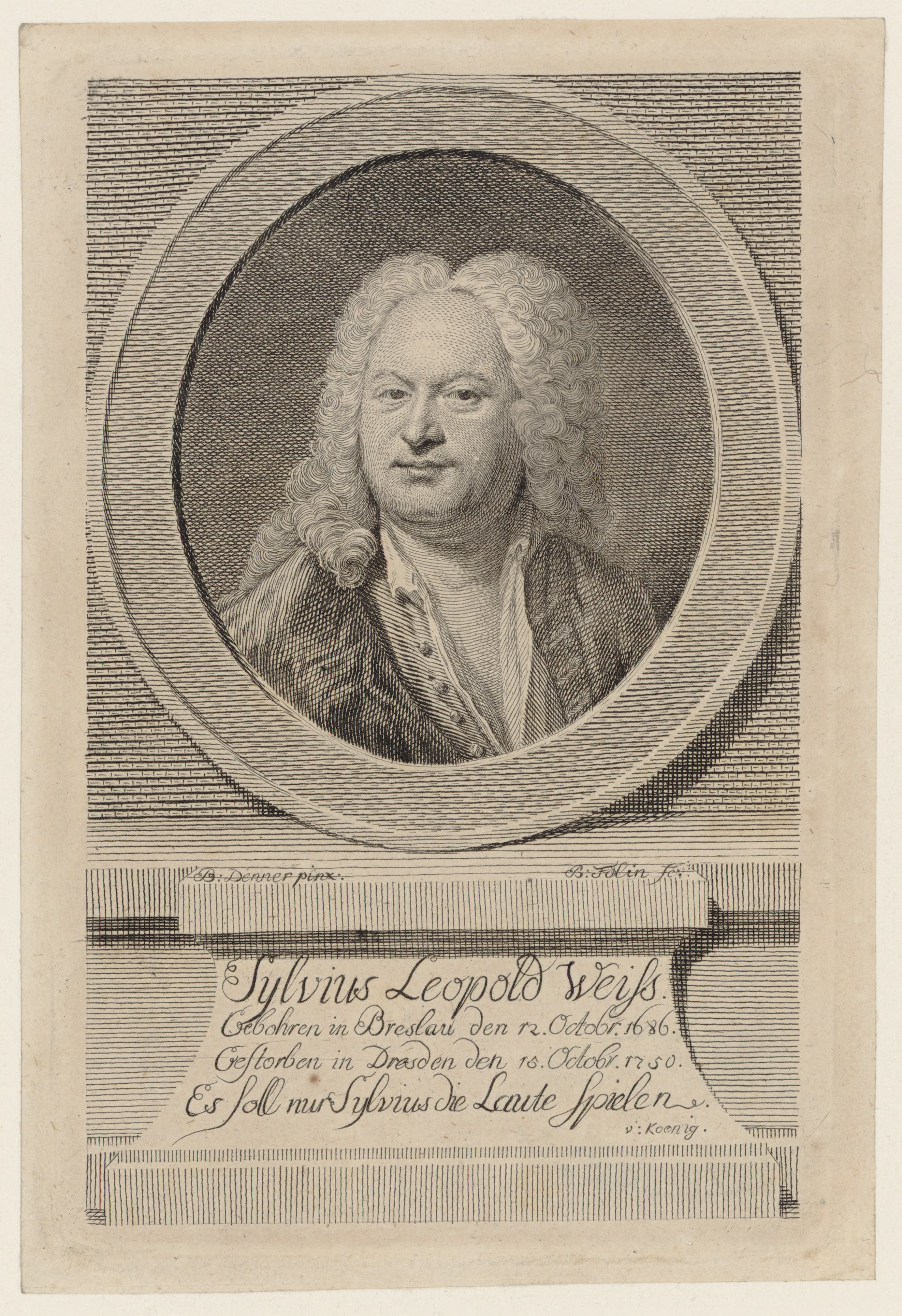
Silvius Leopold Weiss (hier geschrieben „Weiſs“ und mit falschem Geburtsdatum), Johann Ulrich von König zitierend: „Es soll nur Sylvius die Laute spielen“.

Silvius Leopold Weiss, manchmal Sylvius Leopold Weiss (auch Weiß) oder Silvyus Leopold Weiss (* 12. Oktober 1687 in Grottkau; † 16. Oktober 1750 in Dresden) war ein deutscher Komponist und Lautenist. Er war als solcher das bedeutendste Mitglied der Lautenistenfamilie Weiss.

## Leben
Silvius Leopold Weiss wurde vermutlich 1687 in Grottkau bei Breslau geboren, wie neuere Forschungen nahelegen, und nicht bereits 1686 in Breslau. Er war Spross einer ganzen Familie von Lautenisten, und sein Vater Johann Jacob Weiss (geschrieben auch Johann Jakob Weiß; um 1662–1754), ein Lauten- und Theorbenspieler, lehrte ihn und seine beiden jüngeren Geschwister Johann Sigismund und Juliana Margaretha schon in jungen Jahren das Lautenspiel.
Silvius Leopold Weiss war in Breslau als Lautenist bei Karl Philipp von Pfalz-Neuburg tätig. 1706 reiste er über Kassel nach Düsseldorf an den Hof des Kurfürsten Johann Wilhelm, des Bruders seines Arbeitgebers. Er hielt sich dort beinahe einen Monat auf. Vermutlich durch seine Vermittlung fanden sein Vater und sein Bruder in der kurpfälzischen Hofkapelle in Düsseldorf Anstellung (nachgewiesen ab 1709). Sie gehörten auch in Mannheim noch zur Hofkapelle des Kurfürsten Karl Philipp von Pfalz-Neuburg, der seinem Bruder nachfolgte.
Wahrscheinlich erst ab 1710 hielt Silvius Leopold sich im Gefolge des polnischen Prinzen Alexander Sobieski in Rom auf, wo er berühmte Musiker der damaligen Zeit kennenlernte, u. a. Alessandro Scarlatti, dessen Sohn Domenico und Johann David Heinichen. Ob er auch Georg Friedrich Händel dort getroffen hat, ist fraglich, da Händel bereits 1708 Rom verließ. Der Aufenthalt in Italien hatte großen Einfluss auf die musikalische Entwicklung des Lautenisten Weiss. 1714 kehrte er vermutlich zu seinem vorigen Dienstherrn Karl Philipp zurück, der zu dieser Zeit in Innsbruck residierte.

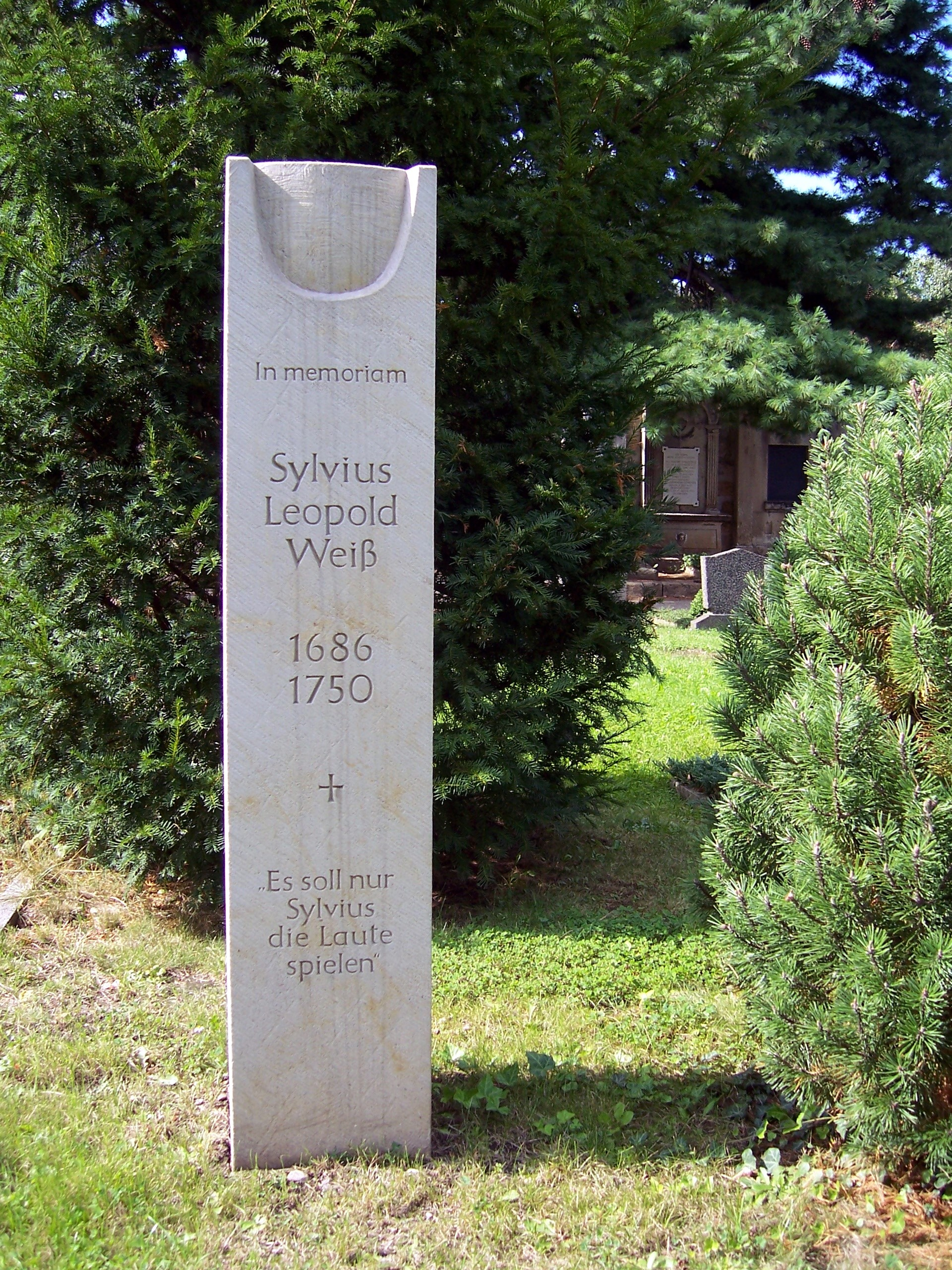
Gedenkstein für Silvius Leopold Weiss auf dem Alten Katholischen Friedhof in Dresden. Der ursprüngliche Grabstein ging verloren.

Um 1717 ließ er sich zum ersten Mal am Hof zu Dresden hören. Im August 1718 wurde er dort als königlicher Kammerlautenist am kurfürstlich-sächsischen Hof Augusts des Starken angestellt. Er gehörte zu den bestbezahlten Musikern am Hof in Dresden, wo er bis zu seinem Lebensende blieb.
1723 reiste er in Begleitung von Johann Joachim Quantz und Carl Heinrich Graun nach Prag, um dort mit ihnen in der Krönungsoper Costanza e fortezza von Johann Joseph Fux mitzuwirken.
Im Jahre 1736 schlug Weiss eine Anstellung am Wiener Hof aus, die ihm das außerordentlich hohe Gehalt von 2000 Talern eingebracht hätte. Belegt sind zwei Begegnungen mit Johann Sebastian Bach in Leipzig 1739 und 1740. Als „Lautenist aus Düsseldorf“, der am 17. August 1719 ein Konzert am Köthener Hof gegeben hat, könnte Weiss jedoch Bach auch schon eher kennengelernt haben, zumal Bachs Sohn Wilhelm Friedemann als Organist an der Dresdner Sophienkirche auch Kontakt zum Dresdner Hof und zu Weiss hatte.
Auch wenn einige seiner Schüler, wie etwa Ernst Gottlieb Baron, Wilhelmine von Bayreuth oder Adam Falckenhagen, und auch sein Sohn Johann Adolf Faustinus (1741–1814) die Lautenkunst am Leben erhielten, galt Weiss als bester Lautenist seiner Zeit und war rückblickend der letzte große Lautenist von europäischem Ruf.
Weiss starb 1750 im Alter von 63 Jahren in Dresden, wo er auf dem Alten Katholischen Friedhof beigesetzt wurde.

## Wirkung
Weiss war einer der letzten großen und technisch herausragenden Lautenvirtuosen, der von seinen Zeitgenossen wegen seiner Improvisationskunst bewundert wurde. Er hat mehr als 600 Werke (Präludien und barocke Tanzsätze) für Sololaute geschrieben. Meistens waren sie zu „Sonaten“ (nicht zu verwechseln mit der späteren klassischen Sonate, die auf der Sonatenform basiert) oder Suiten zusammengestellt. Unglücklicherweise ist keines seiner Ensemblewerke für Laute und andere Instrumente vollständig erhalten.
Weiss hat ausschließlich für die Laute komponiert, die er seinen Vorstellungen bautechnisch anpasste (Deutsche Barocklaute). Neben den Solostücken, wie seine auch zum Standardwerk von Gitarristen gewordene Fantasie, und Duos hat er auch Kammermusik mit Laute und Lautenkonzerte geschrieben. Von der Kammermusik und den Konzerten sind jedoch nur die Lautenstimmen (in Tabulatur) erhalten. Die Stimmen der anderen Instrumente sind verloren gegangen.
Silvius Leopold Weiss und Johann Sebastian Bach waren gute Bekannte. 1739 war er mit dessen Sohn Wilhelm Friedemann Bach und dem Lautenisten Johann Kropfgans (1708–bis nach 1769) mehrere Male in der Wohnung des Leipziger Kantors zu Gast. Johann Friedrich Reichardt berichtet davon, dass Weiss und Bach miteinander um die Wette improvisierten:

„Wer die Schwierigkeit der Laute für harmonische Ausweichungen und gut ausgeführte Sätze kennt, der muss erstaunen und es kaum glauben, wenn Augen- und Ohrenzeugen versichern, dass der große Dresdner Lautenist Weisse mit Sebastian Bach, der auch als Klavier- und Orgelspieler groß war, in die Wette phantasiert und Fugensätze ausgeführt hat.“

Weiss’ Werke blieben lange Zeit Manuskript. Erst im 20. Jahrhundert wurden seine musikalisch gehaltvollen und technisch anspruchsvollen Stücke durch Veröffentlichungen bekannt.

## Werkausgaben (Auswahl)
- Silvius Leopold Weiß: Sämtliche Werke für Laute in Tabulatur und Übertragung, 10 Bände in 16 Teilen; Band 1–4 hrsg. von Douglas Alton Smith, Frankfurt: Peters 1983–1990; Band 5–10 hrsg. von Tim Crawford, Dieter Kirsch, Kassel: Bärenreiter 2002–2013 (= Das Erbe Deutscher Musik, Sonderreihe 10–16)
- Ruggero Chiesa (Hrsg.): S. L. Weiß: Intavolatura di Liuto, dall'originale del British Museum London. Zerboni, Mailand 1976.
- Jonathan Rubin (Hrsg.): Silvius Leopold Weiss – L´Infidele, Sonata for Bar. Lute. Tree Edition, Lübeck 2002.
- Silvius Leopold Weiss – 6 Sonatas from the Dresden manuscript. Tree Edition, Lübeck 2005.
- Michel Cardin (Hrsg.): 5 Duo Suites for Flute & Lute. Tree Edition, Lübeck 2008.

## Bearbeitungen (Auswahl)
- Tombeau sur la Mort de Mr. Comte de Logy. [Geschrieben 1721]. Bearbeitung für Gitarre. Breitkopf & Härtel, Wiesbaden (= Edition Breitkopf. Band 6721). sowie: Frederick Noad: The Baroque Guitar [Solos, duets and songs by de Visée, Sanz, Corbetta, the Baroque guitar school and master composers for the lute: Bach, Weiss and thei contemporaries] (= The Frederick Noad Guitar Anthology. Band 2). Ariel Publications, New York 1974; Neudruck (mit CD): Amsco Publications, New York / Sydney, ISBN 978-0-8256-1811-6, S. 124–127 (Tombeau Sur La Mort De M. Comte De Logy).
- Gerd Michael Dausend: Tombeau sur la Mort de M. Cajetan d’Hartig, arrivee le 25 de Mars 1719. [für die 13-chörige Barocklaute in es-Moll komponiert]. Aus der Tabulatur übertragen und für Gitarre bearbeitet. Mit vollständiger Faksimile-Wiedergabe der Tabulaturen. Gitarre + Laute Verlagsgesellschaft, Köln 1981 (= G+L. Band 126).
- José de Azpiazu: S. L. Weiss, Album. mit Air, Gigue, Prélude, Sarabande, Presto, Suite a-Moll für Gitarre. Ricordi, München (= Sy. Band 24).
- Dieter Kreidler: Sylvius Leopold Weiss, Zwei Menuette. Schott, Mainz (= Gitarren-Archiv. Band 452).